# Die DNA des Ostens
Die DNA des Ostens ist ein crossmediales Dokumentarprojekt des Mitteldeutschen Rundfunks.
Es behandelt spezifische Prägungen der Ostdeutschen über verschiedene Generationen. Bestandteile des Vorhabens sind ein Dokumentarfilm sowie eine interaktive Website.

## Inhalt
Das Projekt dokumentiert gesellschaftliche Erfahrungen und kulturelle Identitäten der Jahrgänge 1950–2000.  Auf der interaktiven Website können Nutzer ihren Jahrgang auswählen und mit anderen vergleichen. Die vereinfachte Darstellung wird dem Einzelfall nicht immer gerecht, zeichnet aber idealtypische Eigenschaften und Lebenswege der Ostdeutschen nach. Der begleitende Dokumentarfilm porträtiert exemplarisch die Nachwendegeneration.

## Hintergrund
Ausgehend von Arbeiten zur Generationengeschichte der DDR wurden die Jahrgänge von 1950 bis 2000 in neun verschiedene Generationen eingeteilt. Innerhalb der Generationen wurden biografische Schnittmengen zu spezifischen Prägungen zusammengefasst. Dazu wurden mehr als 100 soziologische Studien, Publikationen und statistische Erhebungen ausgewertet, die auf der Projektwebsite abgerufen werden können. Wissenschaftlich begleitet wurde das Vorhaben vom Sozialwissenschaftler und Publizisten  Thomas Ahbe, der auf den Gebieten der DDR-Generationengeschichte und ostdeutscher Erfahrungsgeschichte forscht.

## Produktion
Produziert wurde das Projekt von der Hoferichter & Jacobs GmbH im Auftrag des Mitteldeutschen Rundfunks. Das Vorhaben ist ein Nachfolgeprojekt von Warum die Treuhand das Land spaltet, das 2020 für einen Grimme Online Award nominiert war.